# Othnielia
Othnielia (podle Othniela C. Marshe) byl rod malého ornitopodního dinosaura ze skupiny hypsilofodontů, který žil v období svrchní jury na území dnešních států Wyoming, Colorado a Utah v USA.

## Popis
Fosilie tohoto dinosaura jsou velmi fragmentární, proto není tento býložravý ornitopod příliš dobře znám. Šlo o malého (asi 2,2 metru dlouhého a až 30 kg vážícího), rychle běhajícího býložravého ornitopoda. V poslední době vědci uvažují, že materiál není dostatečně diagnostický a Othnielia bude možná přiřazena k taxonu Othnielosaurus. Typový druh O. rex byl původně popsán pod jménem Nanosaurus rex paleontologem O. C. Marshem v roce 1877. Novější jméno Othnielia je právě poctou tomuto vědci.
Blízce příbuzným (avšak rovněž potenciálně neplatným) druhem je Nanosaurus agilis.

## V populární kultuře
V románu Jurský park od Michaela Crichtona jsou tito dinosauři (označovaní jako "othys" - "othyové") vykresleni v podobě stádních zvířat, skákajících i po stromech. Takový životní styl je však nepravděpodobný. Přesto je z fosilních pozůstatků zřejmé, že se jednalo o agilní a pohyblivé dinosaury.